# Lac Kourile
Le lac Kourile (en russe : Курильское озеро) est un lac de cratère contenu dans une vaste caldeira située dans le sud de la péninsule du Kamtchatka en Russie. 

## Description
Sa superficie de 77 km2 en fait le troisième plus grand lac du Kamtchatka, et le second plus grand lac d'eau douce derrière le lac Kronotski. Il a une profondeur moyenne de 176 m, et une profondeur maximale de 306 m. Il a été découvert en 1703 par des Cosaques.
Il est alimenté par la fonte des neiges, la pluie et quelques cours d'eau (Etamynk, Khakytsine, Vytchenkia et Kirouchoutk). Le lac alimente la rivière Oziornaïa qui se jette dans la mer d'Okhotsk vers l'ouest. Son niveau a une fluctuation comprise entre un et trois mètres (les plus hauts niveaux sont atteints entre mai et juin, les plus bas en avril). La température moyenne de ses eaux est de 6 à 7 °C en septembre.
Sa rive nord-est est dominée par le volcan Ilinski (1 578 m), en sommeil. Le lac compte quelques îles (Tchaïatchi, Serdtse Alaïda, Nizki, Gliniany et Samang, la plus grande avec une superficie de 0,66 km2). la dernière coulée de lave du volcan a donné naissance à plusieurs baies dans le lac. La baie Tioploï est connue pour ses sources chaudes pouvant atteindre une température de 45 °C.
Le site est classé réserve naturelle et monument national. Il figure sur la liste des volcans du Kamtchatka inscrits au patrimoine mondial de l'UNESCO.

## Dénomination
Le lac a été ainsi nommé aux alentours de 1711 par le cosaque Ivan Kozyrevsky parti explorer les îles du même nom, Kouriles. C'est un des endonymes des autochtones Aïnous. Kour signifie les hommes en aïnou, comme en koriak et en guiliak.
Dans sa Description de la terre du Kamtchatka, parue en 1755, le géographe Stéphane Krachiéninnikoff, qui a exploré la région quinze ans plus tôt, donne au lac le nom de Ksouaï, qui se prononce aussi Ksoui.

## Faune
Le lac est la plus grande zone de frai connue du saumon rouge en Eurasie. Entre 3 et 5 millions de saumons qui viennent ainsi frayer dans ce lac entre les mois de juillet et mars. Les rives sont souvent fréquentées par des ours bruns. Leur population est d'environ 200 individus.
Les saumons sont également les proies des loutres de rivière, des renards ainsi que de plusieurs espèces de rapaces telles que les pygargues de Steller (300 à 700 individus), les pygargues à queue blanche (150-200 individus) ainsi que les aigles royaux (50 individus). Le lac est le lieu d'hivernage de cygnes chanteurs et de canards (entre 1 500 et 2 000 individus).

## Galerie

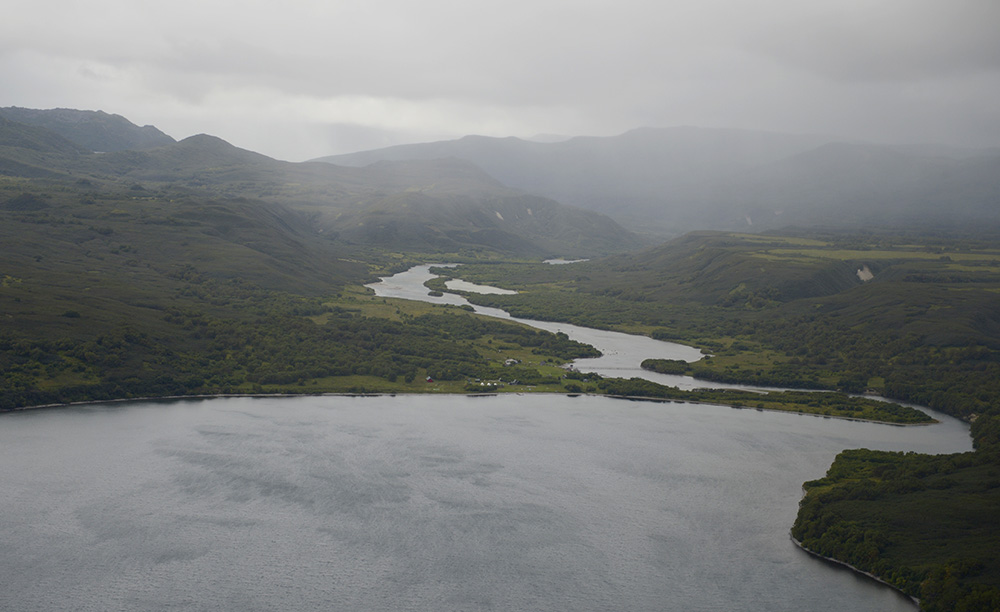
Source de la rivière Oziornaïa
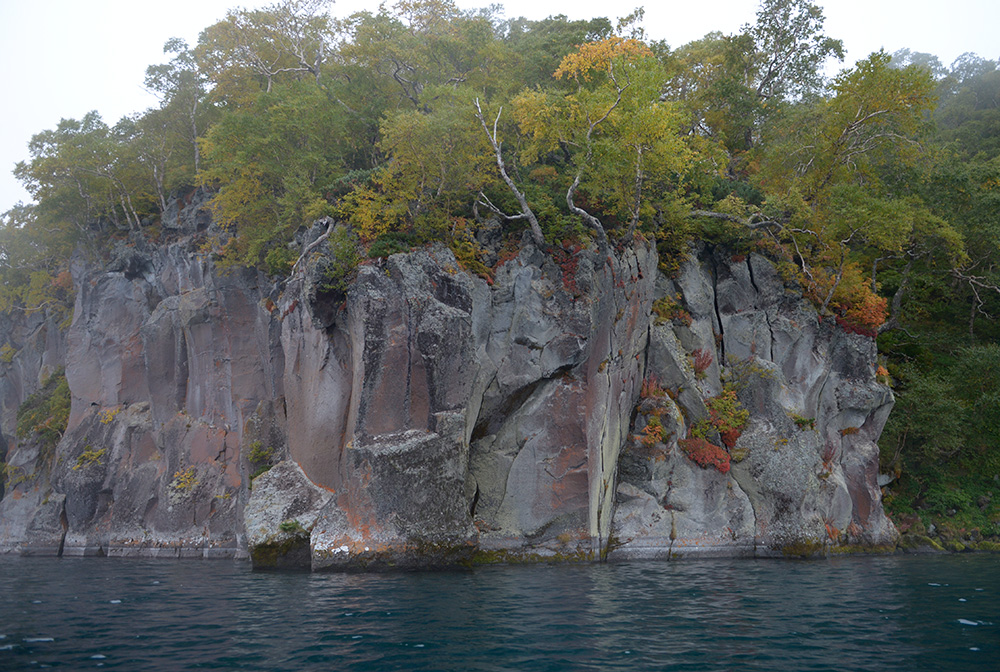
Rochers sur l'île Samang
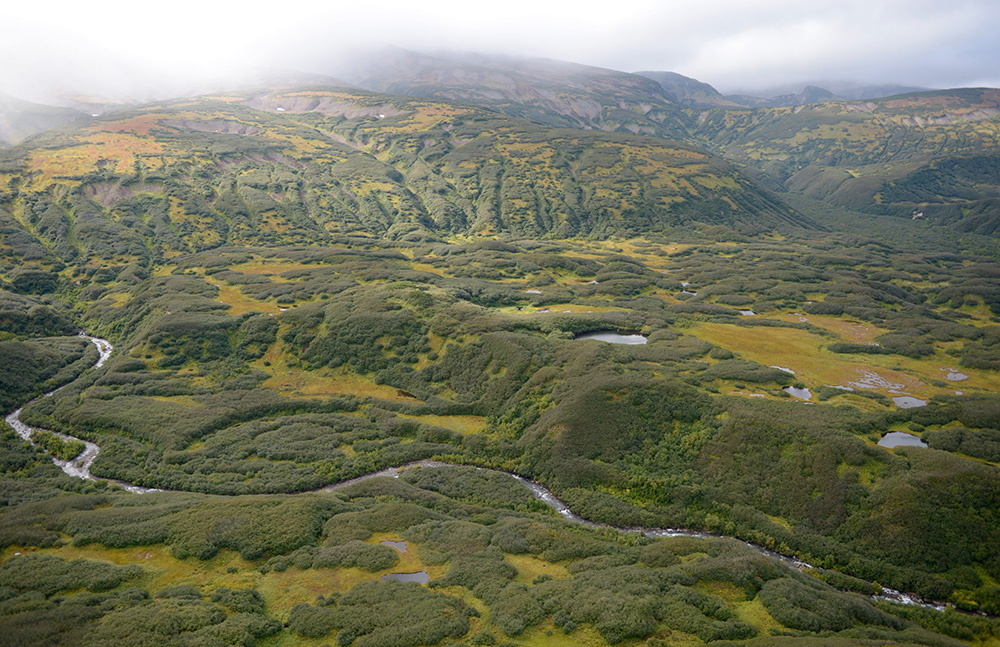
Rivière Khakytsine
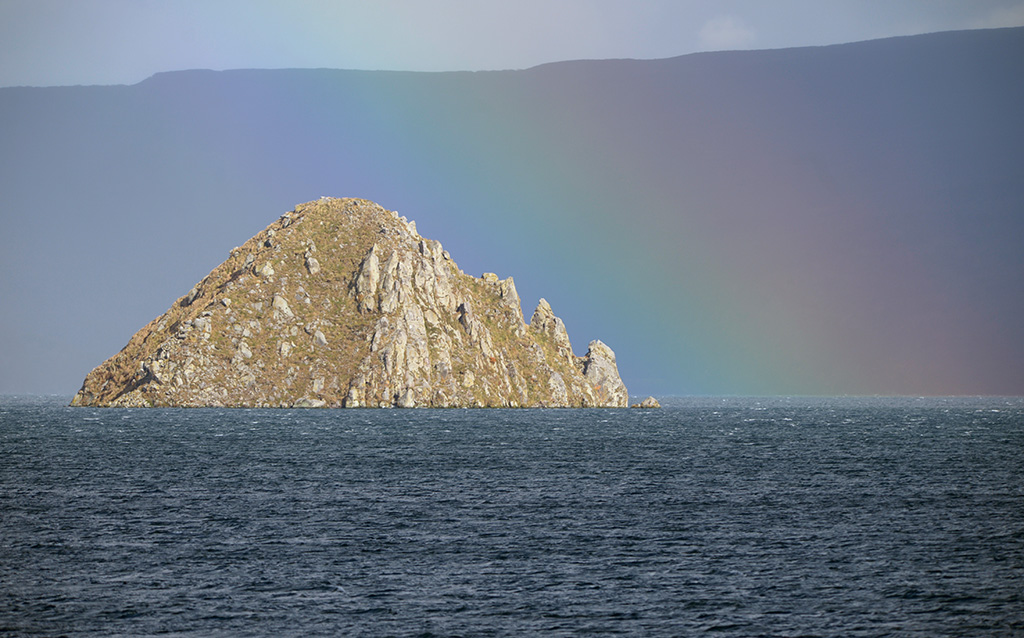
Serdtse Alaïda, île du lac Kourile

### Sources
1. ↑  B. Piipe (ru) & V. N. Vinogradoff, « Курильское », in dir. V. P. Kouskoff, préf. V. N. Vinogradoff, post. B. N. Polevoï, Краткий топонимический словарь Камчатской области из истории происхождения географических названий, p. 55, Département Kamtchatka de la Société géographique d'URSS, Petropavlovsk-Kamtchatski, 1967.
2. ↑  L. S. Berg, А. А. Grigorieff (ru) & N. N. Stiépanoff, С. П. Крашенинников. Описание земли Камчатки : с прил. рапортов, донесений и др. неопубл. материалов., p. 141, Éditions de la Direction générale de la route maritime du Nord, Moscou, 1949.
3. ↑  V. Léontieff & C. Navikoff (ru), dir. G. Miénovchtchikoff (ru), Топонимический словарь Северо-Востока СССР, p. 215, Laboratoire d'archéologie, histoire et ethnographie de l'Institut de recherche Complexe Nord Est du Département Extrême orient (ru) de l'Académie des sciences de Russie, Magadane, 1989  (ISBN 5-7581-0044-7).
4. 1 2  « Lac Kouril », sur baikalnature.fr (consulté le 25 janvier 2014)